# Underwater
Pour les articles homonymes, voir Underwater (homonymie).
Singles de Mika
Celebrate
(2012) Origin of Love
(2012)
Underwater est le cinquième  single extrait du troisième album de Mika, The Origin of Love. Il fait suite à Elle me dit et Celebrate.

## Écriture
Lors d'une audition à l'aveugle de la saison 3 de The Voice, une candidate reprend la chanson. Mika, très touché, révèle alors avoir écrit cette chanson au piano, à 2 heures du matin.[réf. nécessaire]

## Accueil commercial
La chanson entre en décembre 2012 au 134e rang des ventes de single en France. En février 2013, le titre atteint sa meilleure position (50e) puis sort du classement en mars. En Belgique francophone, la chanson ira jusqu'à la 27e place des ventes. Il s'agit de scores « bien en deçà de ceux auxquels l'artiste est habitué » selon Jonathan Hamard de Charts in France.
En juin 2013, la chanson est utilisée dans une publicité de la marque Swatch. Le single entre à nouveau dans les charts français en 54e position. La semaine suivante, il réalise son meilleur classement depuis sa sortie, à la 12e place,. La chanson fait également son retour dans les charts  wallons et entre dans les meilleures ventes de singles en Autriche et en Suisse.

## Classements
| Classement                              | Meilleure position |
| --------------------------------------- | ------------------ |
| France (SNEP)                           | 12                 |
| Belgique (Wallonie Ultratop 50 Singles) | 27                 |
| Suisse (Schweizer Hitparade)            | 52                 |
| Autriche (Ö3 Austria Top 40)            | 68                 |